# Eletti alla Camera dei deputati nelle elezioni politiche italiane del 2001
Questo elenco riporta i nomi dei deputati della XIV legislatura della Repubblica Italiana dopo le elezioni politiche del 2001, suddivisi per circoscrizione:

## Maggioritario
| Circoscrizione             | Lista                  | Eletto                         |
| -------------------------- | ---------------------- | ------------------------------ |
| I - Piemonte 1             | Casa delle Libertà     | Ugo Martinat                   |
| I - Piemonte 1             | L'Ulivo                | Luciano Violante               |
| I - Piemonte 1             | L'Ulivo                | Gianni Vernetti                |
| I - Piemonte 1             | L'Ulivo                | Alberto Nigra                  |
| I - Piemonte 1             | L'Ulivo                | Laura Cima                     |
| I - Piemonte 1             | L'Ulivo                | Saverio Vertone                |
| I - Piemonte 1             | L'Ulivo                | Gianfranco Morgando            |
| I - Piemonte 1             | L'Ulivo                | Giorgio Benvenuto              |
| I - Piemonte 1             | L'Ulivo                | Giorgio Panattoni              |
| I - Piemonte 1             | L'Ulivo                | Mauro Chianale                 |
| I - Piemonte 1             | L'Ulivo                | Enrico Buemi                   |
| I - Piemonte 1             | Casa delle Libertà     | Benedetto Nicotra              |
| I - Piemonte 1             | L'Ulivo                | Salvatore Buglio               |
| I - Piemonte 1             | L'Ulivo                | Mimmo Lucà                     |
| I - Piemonte 1             | L'Ulivo                | Livia Turco                    |
| I - Piemonte 1             | L'Ulivo                | Piero Fassino                  |
| I - Piemonte 1             | Casa delle Libertà     | Michele Vietti                 |
| I - Piemonte 1             | Casa delle Libertà     | Osvaldo Napoli                 |
| I - Piemonte 1             | L'Ulivo                | Giorgio Merlo                  |
| II - Piemonte 2            | Casa delle Libertà     | Guido Crosetto                 |
| II - Piemonte 2            | Casa delle Libertà     | Guido Giuseppe Rossi           |
| II - Piemonte 2            | Casa delle Libertà     | Raffaele Costa                 |
| II - Piemonte 2            | Casa delle Libertà     | Teresio Delfino                |
| II - Piemonte 2            | Casa delle Libertà     | Maria Teresa Armosino          |
| II - Piemonte 2            | Casa delle Libertà     | Giorgio Galvagno               |
| II - Piemonte 2            | Casa delle Libertà     | Eugenio Viale                  |
| II - Piemonte 2            | Casa delle Libertà     | Franco Stradella               |
| II - Piemonte 2            | Casa delle Libertà     | Renzo Patria                   |
| II - Piemonte 2            | L'Ulivo                | Lino Rava                      |
| II - Piemonte 2            | Casa delle Libertà     | Walter Zanetta                 |
| II - Piemonte 2            | Casa delle Libertà     | Sandro Delmastro delle Vedove  |
| II - Piemonte 2            | Casa delle Libertà     | Roberto Lavagnini              |
| II - Piemonte 2            | Casa delle Libertà     | Gianni Mancuso                 |
| II - Piemonte 2            | Casa delle Libertà     | Vittorio Tarditi               |
| II - Piemonte 2            | Casa delle Libertà     | Daniele Galli                  |
| II - Piemonte 2            | Casa delle Libertà     | Marco Zacchera                 |
| III - Lombardia 1          | Casa delle Libertà     | Silvio Berlusconi              |
| III - Lombardia 1          | Casa delle Libertà     | Ignazio La Russa               |
| III - Lombardia 1          | L'Ulivo                | Roberto Zaccaria               |
| III - Lombardia 1          | Casa delle Libertà     | Michele Saponara               |
| III - Lombardia 1          | Casa delle Libertà     | Mario Valducci                 |
| III - Lombardia 1          | Casa delle Libertà     | Gaetano Pecorella              |
| III - Lombardia 1          | Casa delle Libertà     | Pietro Armani                  |
| III - Lombardia 1          | Casa delle Libertà     | Egidio Sterpa                  |
| III - Lombardia 1          | Casa delle Libertà     | Francesco Colucci              |
| III - Lombardia 1          | Casa delle Libertà     | Rocco Buttiglione              |
| III - Lombardia 1          | Casa delle Libertà     | Alberto di Luca                |
| III - Lombardia 1          | Casa delle Libertà     | Valentina Aprea                |
| III - Lombardia 1          | Casa delle Libertà     | Fabrizio Cicchitto             |
| III - Lombardia 1          | Casa delle Libertà     | Giovanni Deodato               |
| III - Lombardia 1          | Casa delle Libertà     | Paolo Romani                   |
| III - Lombardia 1          | Casa delle Libertà     | Luigi Casero                   |
| III - Lombardia 1          | Casa delle Libertà     | Gianfranco Rotondi             |
| III - Lombardia 1          | Casa delle Libertà     | Pierfrancesco Gamba            |
| III - Lombardia 1          | Casa delle Libertà     | Roberto Alboni                 |
| III - Lombardia 1          | Casa delle Libertà     | Giancarlo Pagliarini           |
| III - Lombardia 1          | L'Ulivo                | Giovanni Bianchi               |
| III - Lombardia 1          | L'Ulivo                | Marco Fumagalli                |
| III - Lombardia 1          | Casa delle Libertà     | Dario Rivolta                  |
| III - Lombardia 1          | Casa delle Libertà     | Andrea Di Teodoro              |
| III - Lombardia 1          | Casa delle Libertà     | Giulio Schmidt                 |
| III - Lombardia 1          | Casa delle Libertà     | Giuliano Urbani                |
| III - Lombardia 1          | Casa delle Libertà     | Emerenzio Barbieri             |
| III - Lombardia 1          | Casa delle Libertà     | Gian Paolo Landi               |
| III - Lombardia 1          | Casa delle Libertà     | Carlo Taormina                 |
| III - Lombardia 1          | Casa delle Libertà     | Guido Possa                    |
| III - Lombardia 1          | Casa delle Libertà     | Fabio Minoli Rota              |
| IV - Lombardia 2           | Casa delle Libertà     | Roberto Maroni                 |
| IV - Lombardia 2           | Casa delle Libertà     | Giuseppe Cossiga               |
| IV - Lombardia 2           | Casa delle Libertà     | Dario Galli                    |
| IV - Lombardia 2           | Casa delle Libertà     | Giancarlo Giorgetti            |
| IV - Lombardia 2           | Casa delle Libertà     | Giovanna Bianchi Clerici       |
| IV - Lombardia 2           | Casa delle Libertà     | Luca Volontè                   |
| IV - Lombardia 2           | Casa delle Libertà     | Marco Airaghi                  |
| IV - Lombardia 2           | Casa delle Libertà     | Alessio Butti                  |
| IV - Lombardia 2           | Casa delle Libertà     | Antonio Palmieri               |
| IV - Lombardia 2           | Casa delle Libertà     | Cesare Rizzi                   |
| IV - Lombardia 2           | Casa delle Libertà     | Mario Taborelli                |
| IV - Lombardia 2           | Casa delle Libertà     | Ugo Parolo                     |
| IV - Lombardia 2           | Casa delle Libertà     | Giampietro Scherini            |
| IV - Lombardia 2           | Casa delle Libertà     | Carlo Giovanardi               |
| IV - Lombardia 2           | Casa delle Libertà     | Maurizio Lupi                  |
| IV - Lombardia 2           | Casa delle Libertà     | Mirko Tremaglia                |
| IV - Lombardia 2           | Casa delle Libertà     | Piergiorgio Martinelli         |
| IV - Lombardia 2           | Casa delle Libertà     | Giacomo Stucchi                |
| IV - Lombardia 2           | Casa delle Libertà     | Giantonio Arnoldi              |
| IV - Lombardia 2           | Casa delle Libertà     | Carolina Lussana               |
| IV - Lombardia 2           | Casa delle Libertà     | Giorgio Jannone                |
| IV - Lombardia 2           | Casa delle Libertà     | Gregorio Fontana               |
| IV - Lombardia 2           | Casa delle Libertà     | Sergio Rossi                   |
| IV - Lombardia 2           | Casa delle Libertà     | Stefano Saglia                 |
| IV - Lombardia 2           | Casa delle Libertà     | Giuseppe Romele                |
| IV - Lombardia 2           | Casa delle Libertà     | Chiara Moroni                  |
| IV - Lombardia 2           | Casa delle Libertà     | Adriano Paroli                 |
| IV - Lombardia 2           | Casa delle Libertà     | Luigi Maninetti                |
| IV - Lombardia 2           | Casa delle Libertà     | Riccardo Conti                 |
| IV - Lombardia 2           | Casa delle Libertà     | Daniele Molgora                |
| IV - Lombardia 2           | Casa delle Libertà     | Alessandro Cè                  |
| IV - Lombardia 2           | Casa delle Libertà     | Davide Carlo Caparini          |
| V - Lombardia 3            | Casa delle Libertà     | Stefano Losurdo                |
| V - Lombardia 3            | Casa delle Libertà     | Cesare Ercole                  |
| V - Lombardia 3            | Casa delle Libertà     | Giacomo De Ghislanzoni Cardoli |
| V - Lombardia 3            | Casa delle Libertà     | Luigi Gastaldi                 |
| V - Lombardia 3            | Casa delle Libertà     | Vittorio Emanuele Falsitta     |
| V - Lombardia 3            | Casa delle Libertà     | Andrea Gibelli                 |
| V - Lombardia 3            | Casa delle Libertà     | Giovanni Jacini                |
| V - Lombardia 3            | Casa delle Libertà     | Antonio Giuseppe Maria Verro   |
| V - Lombardia 3            | Casa delle Libertà     | Bruno Tabacci                  |
| V - Lombardia 3            | L'Ulivo                | Ruggero Ruggeri                |
| V - Lombardia 3            | L'Ulivo                | Franco Raffaldini              |
| VI - Trentino-Alto Adige   | Casa delle Libertà     | Stefano Losurdo                |
| VI - Trentino-Alto Adige   | Südtiroler Volkspartei | Siegfried Brugger              |
| VI - Trentino-Alto Adige   | Südtiroler Volkspartei | Karl Zeller                    |
| VI - Trentino-Alto Adige   | Südtiroler Volkspartei | Hans Widmann                   |
| VI - Trentino-Alto Adige   | L'Ulivo                | Giovanni Kessler               |
| VI - Trentino-Alto Adige   | L'Ulivo                | Marco Boato                    |
| VI - Trentino-Alto Adige   | L'Ulivo                | Luigi Olivieri                 |
| VI - Trentino-Alto Adige   | L'Ulivo                | Giuseppe Detomas               |
| VII - Veneto 1             | Casa delle Libertà     | Pieralfonso Fratta Pasini      |
| VII - Veneto 1             | Casa delle Libertà     | Alberto Giorgetti              |
| VII - Veneto 1             | Casa delle Libertà     | Aldo Brancher                  |
| VII - Veneto 1             | Casa delle Libertà     | Ettore Peretti                 |
| VII - Veneto 1             | Casa delle Libertà     | Francesca Martini              |
| VII - Veneto 1             | Casa delle Libertà     | Federico Bricolo               |
| VII - Veneto 1             | Casa delle Libertà     | Anna Maria Leone               |
| VII - Veneto 1             | Casa delle Libertà     | Stefano Stefani                |
| VII - Veneto 1             | Casa delle Libertà     | Giovanni Didonè                |
| VII - Veneto 1             | Casa delle Libertà     | Pierantonio Zanettin           |
| VII - Veneto 1             | Casa delle Libertà     | Andrea Orsini                  |
| VII - Veneto 1             | Casa delle Libertà     | Giorgio Conte                  |
| VII - Veneto 1             | Casa delle Libertà     | Luigino Vascon                 |
| VII - Veneto 1             | Casa delle Libertà     | Maurizio Saia                  |
| VII - Veneto 1             | L'Ulivo                | Piero Ruzzante                 |
| VII - Veneto 1             | Casa delle Libertà     | Niccolò Ghedini                |
| VII - Veneto 1             | Casa delle Libertà     | Filippo Ascierto               |
| VII - Veneto 1             | Casa delle Libertà     | Lorena Milanato                |
| VII - Veneto 1             | Casa delle Libertà     | Flavio Rodeghiero              |
| VII - Veneto 1             | Casa delle Libertà     | Marino Zorzato                 |
| VII - Veneto 1             | Casa delle Libertà     | Luca Bellotti                  |
| VII - Veneto 1             | L'Ulivo                | Franco Grotto                  |
| VIII - Veneto 2            | L'Ulivo                | Michele Vianello               |
| VIII - Veneto 2            | L'Ulivo                | Luana Zanella                  |
| VIII - Veneto 2            | L'Ulivo                | Bruno Cazzaro                  |
| VIII - Veneto 2            | L'Ulivo                | Marco Stradiotto               |
| VIII - Veneto 2            | Casa delle Libertà     | Cesare Campa                   |
| VIII - Veneto 2            | Casa delle Libertà     | Luigi Ramponi                  |
| VIII - Veneto 2            | Casa delle Libertà     | Ferdinando Adornato            |
| VIII - Veneto 2            | Casa delle Libertà     | Gustavo Selva                  |
| VIII - Veneto 2            | Casa delle Libertà     | Luigi D'Agrò                   |
| VIII - Veneto 2            | Casa delle Libertà     | Luciano Dussin                 |
| VIII - Veneto 2            | Casa delle Libertà     | Francesco Nitto Palma          |
| VIII - Veneto 2            | Casa delle Libertà     | Guido Dussin                   |
| VIII - Veneto 2            | Casa delle Libertà     | Maurizio Paniz                 |
| VIII - Veneto 2            | L'Ulivo                | Italo Sandi                    |
| VIII - Veneto 2            | Casa delle Libertà     | Gianpaolo Dozzo                |
| IX - Friuli-Venezia Giulia | Casa delle Libertà     | Roberto Menia                  |
| IX - Friuli-Venezia Giulia | L'Ulivo                | Riccardo Illy                  |
| IX - Friuli-Venezia Giulia | L'Ulivo                | Alessandro Maran               |
| IX - Friuli-Venezia Giulia | Casa delle Libertà     | Danilo Moretti                 |
| IX - Friuli-Venezia Giulia | Casa delle Libertà     | Manlio Collavini               |
| IX - Friuli-Venezia Giulia | Casa delle Libertà     | Vanni Lenna                    |
| IX - Friuli-Venezia Giulia | Casa delle Libertà     | Ferruccio Saro                 |
| IX - Friuli-Venezia Giulia | Casa delle Libertà     | Pietro Fontanini               |
| IX - Friuli-Venezia Giulia | Casa delle Libertà     | Edouard Ballaman               |
| IX - Friuli-Venezia Giulia | Casa delle Libertà     | Manlio Contento                |
| X - Liguria                | Casa delle Libertà     | Giorgio Bornacin               |
| X - Liguria                | Casa delle Libertà     | Claudio Scajola                |
| X - Liguria                | Casa delle Libertà     | Paolo Nan                      |
| X - Liguria                | L'Ulivo                | Massimo Zunino                 |
| X - Liguria                | L'Ulivo                | Lorenzo Acquarone              |
| X - Liguria                | L'Ulivo                | Ugo Intini                     |
| X - Liguria                | L'Ulivo                | Roberta Pinotti                |
| X - Liguria                | L'Ulivo                | Carlo Rognoni                  |
| X - Liguria                | L'Ulivo                | Graziano Mazzarello            |
| X - Liguria                | Casa delle Libertà     | Gianfranco Cozzi               |
| X - Liguria                | L'Ulivo                | Angelo Bottino                 |
| X - Liguria                | Casa delle Libertà     | Gabriella Mondello             |
| X - Liguria                | L'Ulivo                | Nerio Nesi                     |
| X - Liguria                | L'Ulivo                | Giorgio Bogi                   |
| XI - Emilia-Romagna        | L'Ulivo                | Sergio Gambini                 |
| XI - Emilia-Romagna        | L'Ulivo                | Mauro Bulgarelli               |
| XI - Emilia-Romagna        | L'Ulivo                | Sauro Sedioli                  |
| XI - Emilia-Romagna        | L'Ulivo                | Roberto Pinza                  |
| XI - Emilia-Romagna        | L'Ulivo                | Valter Bielli                  |
| XI - Emilia-Romagna        | L'Ulivo                | Aldo Preda                     |
| XI - Emilia-Romagna        | L'Ulivo                | Gabriele Albonetti             |
| XI - Emilia-Romagna        | L'Ulivo                | Fulvia Bandoli                 |
| XI - Emilia-Romagna        | L'Ulivo                | Dario Franceschini             |
| XI - Emilia-Romagna        | L'Ulivo                | Alfredo Sandri                 |
| XI - Emilia-Romagna        | L'Ulivo                | Rosella Ottone                 |
| XI - Emilia-Romagna        | L'Ulivo                | Arturo Parisi                  |
| XI - Emilia-Romagna        | L'Ulivo                | Enrico Boselli                 |
| XI - Emilia-Romagna        | L'Ulivo                | Alfiero Grandi                 |
| XI - Emilia-Romagna        | L'Ulivo                | Raffaello De Brasi             |
| XI - Emilia-Romagna        | L'Ulivo                | Andrea Papini                  |
| XI - Emilia-Romagna        | L'Ulivo                | Sergio Sabattini               |
| XI - Emilia-Romagna        | L'Ulivo                | Paolo Cento                    |
| XI - Emilia-Romagna        | L'Ulivo                | Giovanna Grignaffini           |
| XI - Emilia-Romagna        | L'Ulivo                | Giulio Santagata               |
| XI - Emilia-Romagna        | L'Ulivo                | Roberto Guerzoni               |
| XI - Emilia-Romagna        | L'Ulivo                | Paola Manzini                  |
| XI - Emilia-Romagna        | L'Ulivo                | Cosimo Sgobio                  |
| XI - Emilia-Romagna        | L'Ulivo                | Pierluigi Castagnetti          |
| XI - Emilia-Romagna        | L'Ulivo                | Antonio Soda                   |
| XI - Emilia-Romagna        | L'Ulivo                | Vincenzo Visco                 |
| XI - Emilia-Romagna        | L'Ulivo                | Oliviero Diliberto             |
| XI - Emilia-Romagna        | L'Ulivo                | Carmen Motta                   |
| XI - Emilia-Romagna        | L'Ulivo                | Luca Marcora                   |
| XI - Emilia-Romagna        | L'Ulivo                | Pier Luigi Bersani             |
| XI - Emilia-Romagna        | Casa delle Libertà     | Tommaso Foti                   |
| XI - Emilia-Romagna        | Casa delle Libertà     | Massimo Polledri               |
| XII - Toscana              | L'Ulivo                | Vannino Chiti                  |
| XII - Toscana              | L'Ulivo                | Giovanni Bellini               |
| XII - Toscana              | L'Ulivo                | Valdo Spini                    |
| XII - Toscana              | L'Ulivo                | Lapo Pistelli                  |
| XII - Toscana              | L'Ulivo                | Roberto Villetti               |
| XII - Toscana              | L'Ulivo                | Marco Rizzo                    |
| XII - Toscana              | L'Ulivo                | Alberto Fluvi                  |
| XII - Toscana              | L'Ulivo                | Michele Ventura                |
| XII - Toscana              | L'Ulivo                | Andrea Lulli                   |
| XII - Toscana              | L'Ulivo                | Franca Bimbi                   |
| XII - Toscana              | L'Ulivo                | Renzo Innocenti                |
| XII - Toscana              | L'Ulivo                | Famiano Crucianelli            |
| XII - Toscana              | L'Ulivo                | Rolando Nannicini              |
| XII - Toscana              | L'Ulivo                | Giuseppe Fanfani               |
| XII - Toscana              | L'Ulivo                | Rosy Bindi                     |
| XII - Toscana              | L'Ulivo                | Fabrizio Vigni                 |
| XII - Toscana              | L'Ulivo                | Marco Filippeschi              |
| XII - Toscana              | L'Ulivo                | Claudio Franci                 |
| XII - Toscana              | Casa delle Libertà     | Roberto Tortoli                |
| XII - Toscana              | L'Ulivo                | Gloria Buffo                   |
| XII - Toscana              | L'Ulivo                | Elena Emma Cordoni             |
| XII - Toscana              | L'Ulivo                | Carlo Carli                    |
| XII - Toscana              | Casa delle Libertà     | Altero Matteoli                |
| XII - Toscana              | L'Ulivo                | Ermete Realacci                |
| XII - Toscana              | L'Ulivo                | Raffaella Mariani              |
| XII - Toscana              | L'Ulivo                | Maura Cossutta                 |
| XII - Toscana              | L'Ulivo                | Marco Susini                   |
| XII - Toscana              | L'Ulivo                | Laura Pennacchi                |
| XII - Toscana              | L'Ulivo                | Fabio Mussi                    |
| XIII - Umbria              | L'Ulivo                | Franco Monaco                  |
| XIII - Umbria              | L'Ulivo                | Alberto Stramaccioni           |
| XIII - Umbria              | L'Ulivo                | Mauro Agostini                 |
| XIII - Umbria              | L'Ulivo                | Giuseppe Giulietti             |
| XIII - Umbria              | L'Ulivo                | Marina Sereni                  |
| XIII - Umbria              | L'Ulivo                | Enrico Micheli                 |
| XIII - Umbria              | L'Ulivo                | Katia Bellillo                 |
| XIV - Marche               | L'Ulivo                | Orlando Ruggieri               |
| XIV - Marche               | Casa delle Libertà     | Gianluigi Scaltritti           |
| XIV - Marche               | Casa delle Libertà     | Francesco Zama                 |
| XIV - Marche               | L'Ulivo                | Valerio Calzolaio              |
| XIV - Marche               | L'Ulivo                | Paola Mariani                  |
| XIV - Marche               | L'Ulivo                | Luigi Giacco                   |
| XIV - Marche               | L'Ulivo                | Eugenio Duca                   |
| XIV - Marche               | L'Ulivo                | Renato Galeazzi                |
| XIV - Marche               | L'Ulivo                | Marco Lion                     |
| XIV - Marche               | L'Ulivo                | Renzo Lusetti                  |
| XIV - Marche               | L'Ulivo                | Armando Cossutta               |
| XIV - Marche               | L'Ulivo                | Pietro Gasperoni               |
| XV - Lazio 1               | L'Ulivo                | Giovanna Melandri              |
| XV - Lazio 1               | Casa delle Libertà     | Publio Fiori                   |
| XV - Lazio 1               | L'Ulivo                | Carla Rocchi                   |
| XV - Lazio 1               | L'Ulivo                | Franco Angioni                 |
| XV - Lazio 1               | L'Ulivo                | Gabriella Pistone              |
| XV - Lazio 1               | L'Ulivo                | Francesco Rutelli              |
| XV - Lazio 1               | L'Ulivo                | Carlo Leoni                    |
| XV - Lazio 1               | Casa delle Libertà     | Paolo Ricciotti                |
| XV - Lazio 1               | L'Ulivo                | Giorgio Pasetto                |
| XV - Lazio 1               | L'Ulivo                | Enzo Ceremigna                 |
| XV - Lazio 1               | L'Ulivo                | Augusto Battaglia              |
| XV - Lazio 1               | L'Ulivo                | Antonio Rugghia                |
| XV - Lazio 1               | L'Ulivo                | Domenico Volpini               |
| XV - Lazio 1               | L'Ulivo                | Marcella Lucidi                |
| XV - Lazio 1               | L'Ulivo                | Riccardo Milana                |
| XV - Lazio 1               | Casa delle Libertà     | Teodoro Buontempo              |
| XV - Lazio 1               | Casa delle Libertà     | Mario Baccini                  |
| XV - Lazio 1               | L'Ulivo                | Olga D'Antona                  |
| XV - Lazio 1               | L'Ulivo                | Donato Renato Mosella          |
| XV - Lazio 1               | L'Ulivo                | Walter Tocci                   |
| XV - Lazio 1               | Casa delle Libertà     | Gianni Alemanno                |
| XV - Lazio 1               | Casa delle Libertà     | Cesare Previti                 |
| XV - Lazio 1               | L'Ulivo                | Roberto Sciacca                |
| XV - Lazio 1               | Casa delle Libertà     | Gianfranco Fini                |
| XV - Lazio 1               | L'Ulivo                | Pietro Tidei                   |
| XV - Lazio 1               | Casa delle Libertà     | Piero Testoni                  |
| XV - Lazio 1               | Casa delle Libertà     | Vittorio Messa                 |
| XV - Lazio 1               | L'Ulivo                | Fabio Ciani                    |
| XV - Lazio 1               | Casa delle Libertà     | Angelo Santori                 |
| XV - Lazio 1               | Casa delle Libertà     | Mario Masini                   |
| XV - Lazio 1               | Casa delle Libertà     | Mario Pepe                     |
| XV - Lazio 1               | Casa delle Libertà     | Pier Ferdinando Casini         |
| XVI - Lazio 2              | Casa delle Libertà     | Marcello Meroi                 |
| XVI - Lazio 2              | Casa delle Libertà     | Rodolfo Gigli                  |
| XVI - Lazio 2              | Casa delle Libertà     | Guglielmo Rositani             |
| XVI - Lazio 2              | Casa delle Libertà     | Benito Savo                    |
| XVI - Lazio 2              | Casa delle Libertà     | Italico Perlini                |
| XVI - Lazio 2              | Casa delle Libertà     | Flavio Tanzilli                |
| XVI - Lazio 2              | Casa delle Libertà     | Giulio La Starza               |
| XVI - Lazio 2              | Casa delle Libertà     | Vincenzo Zaccheo               |
| XVI - Lazio 2              | Casa delle Libertà     | Riccardo Ricciuti              |
| XVI - Lazio 2              | Casa delle Libertà     | Maria Burani Procaccini        |
| XVI - Lazio 2              | Casa delle Libertà     | Gianfranco Conte               |
| XVII - Abruzzo             | L'Ulivo                | Massimo Cialente               |
| XVII - Abruzzo             | Casa delle Libertà     | Rodolfo De Laurentiis          |
| XVII - Abruzzo             | Casa delle Libertà     | Sabatino Aracu                 |
| XVII - Abruzzo             | Casa delle Libertà     | Carla Castellani               |
| XVII - Abruzzo             | L'Ulivo                | Nicola Crisci                  |
| XVII - Abruzzo             | Casa delle Libertà     | Giovanni Dell'Elce             |
| XVII - Abruzzo             | L'Ulivo                | Luigi Borrelli                 |
| XVII - Abruzzo             | L'Ulivo                | Giuseppe Albertini             |
| XVII - Abruzzo             | L'Ulivo                | Arnaldo Mariotti               |
| XVII - Abruzzo             | Casa delle Libertà     | Nino Sospiri                   |
| XVII - Abruzzo             | L'Ulivo                | Franco Marini                  |
| XVIII - Molise             | Casa delle Libertà     | Eugenio Riccio                 |
| XVIII - Molise             | L'Ulivo                | Roberto Ruta                   |
| XVIII - Molise             | Casa delle Libertà     | Remo Di Giandomenico           |
| XIX - Campania 1           | Casa delle Libertà     | Alessandra Mussolini           |
| XIX - Campania 1           | L'Ulivo                | Vincenzo Siniscalchi           |
| XIX - Campania 1           | L'Ulivo                | Gerardo Bianco                 |
| XIX - Campania 1           | L'Ulivo                | Riccardo Marone                |
| XIX - Campania 1           | L'Ulivo                | Alfonso Pecoraro Scanio        |
| XIX - Campania 1           | Casa delle Libertà     | Mario Cicala                   |
| XIX - Campania 1           | Casa delle Libertà     | Sergio Iannuccilli             |
| XIX - Campania 1           | Casa delle Libertà     | Marcello Taglialatela          |
| XIX - Campania 1           | L'Ulivo                | Roberto Barbieri               |
| XIX - Campania 1           | L'Ulivo                | Giuseppe Gambale               |
| XIX - Campania 1           | Casa delle Libertà     | Antonio Russo                  |
| XIX - Campania 1           | Casa delle Libertà     | Ciro Alfano                    |
| XIX - Campania 1           | Casa delle Libertà     | Luigi Cesaro                   |
| XIX - Campania 1           | Casa delle Libertà     | Antonio Pezzella               |
| XIX - Campania 1           | L'Ulivo                | Domenico Tuccillo              |
| XIX - Campania 1           | Casa delle Libertà     | Antonio Capuano                |
| XIX - Campania 1           | L'Ulivo                | Riccardo Villari               |
| XIX - Campania 1           | Casa delle Libertà     | Paolo Russo                    |
| XIX - Campania 1           | Casa delle Libertà     | Sergio Cola                    |
| XIX - Campania 1           | Casa delle Libertà     | Ciro Falanga                   |
| XIX - Campania 1           | Casa delle Libertà     | Gioacchino Alfano              |
| XIX - Campania 1           | Casa delle Libertà     | Alfredo Vito                   |
| XIX - Campania 1           | Casa delle Libertà     | Ciro Borriello                 |
| XIX - Campania 1           | L'Ulivo                | Giuseppe Petrella              |
| XIX - Campania 1           | L'Ulivo                | Aldo Cennamo                   |
| XX - Campania 2            | L'Ulivo                | Sandro De Franciscis           |
| XX - Campania 2            | L'Ulivo                | Pietro Squeglia                |
| XX - Campania 2            | Casa delle Libertà     | Paolo Santulli                 |
| XX - Campania 2            | Casa delle Libertà     | Gennaro Coronella              |
| XX - Campania 2            | Casa delle Libertà     | Francesco Maione               |
| XX - Campania 2            | Casa delle Libertà     | Mario Landolfi                 |
| XX - Campania 2            | Casa delle Libertà     | Lorenzo Montecuollo            |
| XX - Campania 2            | Casa delle Libertà     | Pasquale Viespoli              |
| XX - Campania 2            | Casa delle Libertà     | Antonio Barbieri               |
| XX - Campania 2            | Casa delle Libertà     | Erminia Mazzoni                |
| XX - Campania 2            | L'Ulivo                | Antonio Maccanico              |
| XX - Campania 2            | L'Ulivo                | Alberta De Simone              |
| XX - Campania 2            | L'Ulivo                | Ciriaco De Mita                |
| XX - Campania 2            | L'Ulivo                | Vincenzo De Luca               |
| XX - Campania 2            | L'Ulivo                | Tino Iannuzzi                  |
| XX - Campania 2            | L'Ulivo                | Andrea Annunziata              |
| XX - Campania 2            | Casa delle Libertà     | Guido Milanese                 |
| XX - Campania 2            | Casa delle Libertà     | Edmondo Cirielli               |
| XX - Campania 2            | Casa delle Libertà     | Enzo Fasano                    |
| XX - Campania 2            | Casa delle Libertà     | Franco Cardiello               |
| XX - Campania 2            | Casa delle Libertà     | Francesco Brusco               |
| XX - Campania 2            | Casa delle Libertà     | Antonio Oricchio               |
| XXI - Puglia               | Casa delle Libertà     | Vincenzo Canelli               |
| XXI - Puglia               | Casa delle Libertà     | Domenicantonio Spina Diana     |
| XXI - Puglia               | L'Ulivo                | Lello Di Gioia                 |
| XXI - Puglia               | Casa delle Libertà     | Antonio Pepe                   |
| XXI - Puglia               | L'Ulivo                | Francesco Bonito               |
| XXI - Puglia               | L'Ulivo                | Pietro Folena                  |
| XXI - Puglia               | Casa delle Libertà     | Ugo Lisi                       |
| XXI - Puglia               | Casa delle Libertà     | Achille Villani Miglietta      |
| XXI - Puglia               | L'Ulivo                | Luigi Pepe                     |
| XXI - Puglia               | Casa delle Libertà     | Luigi Lazzari                  |
| XXI - Puglia               | L'Ulivo                | Massimo D'Alema                |
| XXI - Puglia               | Casa delle Libertà     | Gregorio Dell'Anna             |
| XXI - Puglia               | L'Ulivo                | Antonio Rotundo                |
| XXI - Puglia               | Casa delle Libertà     | Michele Tucci                  |
| XXI - Puglia               | L'Ulivo                | Massimo Ostillio               |
| XXI - Puglia               | Casa delle Libertà     | Giuseppe Tarantino             |
| XXI - Puglia               | Casa delle Libertà     | Giuseppe Lezza                 |
| XXI - Puglia               | Casa delle Libertà     | Carmine Santo Patarino         |
| XXI - Puglia               | Casa delle Libertà     | Antonio Lorusso                |
| XXI - Puglia               | Casa delle Libertà     | Aurelio Gironda Veraldi        |
| XXI - Puglia               | Casa delle Libertà     | Marco Follini                  |
| XXI - Puglia               | L'Ulivo                | Nicola Rossi                   |
| XXI - Puglia               | L'Ulivo                | Giannicola Sinisi              |
| XXI - Puglia               | Casa delle Libertà     | Gabriella Carlucci             |
| XXI - Puglia               | Casa delle Libertà     | Francesco Maria Amoruso        |
| XXI - Puglia               | L'Ulivo                | Giuseppe Rossiello             |
| XXI - Puglia               | L'Ulivo                | Donato Piglionica              |
| XXI - Puglia               | Casa delle Libertà     | Giovanni Mongiello             |
| XXI - Puglia               | Casa delle Libertà     | Carmine Degennaro              |
| XXI - Puglia               | Casa delle Libertà     | Giuseppe Gallo                 |
| XXI - Puglia               | Casa delle Libertà     | Donato Bruno                   |
| XXI - Puglia               | L'Ulivo                | Giovanni Carbonella            |
| XXI - Puglia               | Casa delle Libertà     | Luciano Sardelli               |
| XXI - Puglia               | Casa delle Libertà     | Luigi Vitali                   |
| XXII - Basilicata          | L'Ulivo                | Giuseppe Molinari              |
| XXII - Basilicata          | L'Ulivo                | Mario Lettieri                 |
| XXII - Basilicata          | L'Ulivo                | Salvatore Adduce               |
| XXII - Basilicata          | L'Ulivo                | Antonio Potenza                |
| XXII - Basilicata          | L'Ulivo                | Antonio Luongo                 |
| XXIII - Calabria           | Casa delle Libertà     | Jole Santelli                  |
| XXIII - Calabria           | L'Ulivo                | Domenico Pappaterra            |
| XXIII - Calabria           | Casa delle Libertà     | Giuseppe Geraci                |
| XXIII - Calabria           | L'Ulivo                | Mario Oliverio                 |
| XXIII - Calabria           | L'Ulivo                | Giuseppe Camo                  |
| XXIII - Calabria           | Casa delle Libertà     | Roberto Caruso                 |
| XXIII - Calabria           | Casa delle Libertà     | Giuseppe Galati                |
| XXIII - Calabria           | Casa delle Libertà     | Mario Tassone                  |
| XXIII - Calabria           | L'Ulivo                | Agazio Loiero                  |
| XXIII - Calabria           | Casa delle Libertà     | Dorina Bianchi                 |
| XXIII - Calabria           | Casa delle Libertà     | Michele Ranieli                |
| XXIII - Calabria           | Casa delle Libertà     | Giancarlo Pittelli             |
| XXIII - Calabria           | L'Ulivo                | Domenico Bova                  |
| XXIII - Calabria           | L'Ulivo                | Luigi Meduri                   |
| XXIII - Calabria           | Casa delle Libertà     | Giuseppe Valentino             |
| XXIII - Calabria           | Casa delle Libertà     | Giuseppe Caminiti              |
| XXIII - Calabria           | Casa delle Libertà     | Angela Napoli                  |
| XXIV - Sicilia 1           | Casa delle Libertà     | Bobo Craxi                     |
| XXIV - Sicilia 1           | Casa delle Libertà     | Massimo Grillo                 |
| XXIV - Sicilia 1           | Casa delle Libertà     | Nicolò Cristaldi               |
| XXIV - Sicilia 1           | Casa delle Libertà     | Francesco Paolo Lucchese       |
| XXIV - Sicilia 1           | Casa delle Libertà     | Nino Mormino                   |
| XXIV - Sicilia 1           | Casa delle Libertà     | Nicolò Nicolosi                |
| XXIV - Sicilia 1           | Casa delle Libertà     | Francesco Saverio Romano       |
| XXIV - Sicilia 1           | Casa delle Libertà     | Silvio Liotta                  |
| XXIV - Sicilia 1           | Casa delle Libertà     | Antonino Lo Presti             |
| XXIV - Sicilia 1           | Casa delle Libertà     | Enzo Fragalà                   |
| XXIV - Sicilia 1           | Casa delle Libertà     | Diego Cammarata                |
| XXIV - Sicilia 1           | Casa delle Libertà     | Filippo Mancuso                |
| XXIV - Sicilia 1           | Casa delle Libertà     | Gaspare Giudice                |
| XXIV - Sicilia 1           | Casa delle Libertà     | Giuseppe Fallica               |
| XXIV - Sicilia 1           | Casa delle Libertà     | Giacomo Ventura                |
| XXIV - Sicilia 1           | Casa delle Libertà     | Filippo Misuraca               |
| XXIV - Sicilia 1           | Casa delle Libertà     | Giuseppe Amato                 |
| XXIV - Sicilia 1           | Casa delle Libertà     | Giuseppe Scalia                |
| XXIV - Sicilia 1           | Casa delle Libertà     | Vincenzo Milioto               |
| XXIV - Sicilia 1           | Casa delle Libertà     | Giuseppe Marinello             |
| XXV - Sicilia 2            | Casa delle Libertà     | Rocco Crimi                    |
| XXV - Sicilia 2            | Casa delle Libertà     | Gianpiero D'Alia               |
| XXV - Sicilia 2            | Casa delle Libertà     | Francesco Stagno d'Alcontres   |
| XXV - Sicilia 2            | Casa delle Libertà     | Giuseppe Naro                  |
| XXV - Sicilia 2            | Casa delle Libertà     | Basilio Germanà                |
| XXV - Sicilia 2            | Casa delle Libertà     | Nuccio Carrara                 |
| XXV - Sicilia 2            | Casa delle Libertà     | Ugo Grimaldi                   |
| XXV - Sicilia 2            | Casa delle Libertà     | Fabio Fatuzzo                  |
| XXV - Sicilia 2            | Casa delle Libertà     | Ilario Floresta                |
| XXV - Sicilia 2            | Casa delle Libertà     | Basilio Catanoso               |
| XXV - Sicilia 2            | Casa delle Libertà     | Vincenzo Trantino              |
| XXV - Sicilia 2            | Casa delle Libertà     | Giuseppe Palumbo               |
| XXV - Sicilia 2            | Casa delle Libertà     | Benito Paolone                 |
| XXV - Sicilia 2            | Casa delle Libertà     | Nino Strano                    |
| XXV - Sicilia 2            | Casa delle Libertà     | Filippo Maria Drago            |
| XXV - Sicilia 2            | Casa delle Libertà     | Filippo Gianni                 |
| XXV - Sicilia 2            | Casa delle Libertà     | Stefania Prestigiacomo         |
| XXV - Sicilia 2            | Casa delle Libertà     | Nicola Bono                    |
| XXV - Sicilia 2            | Casa delle Libertà     | Giuseppe Drago                 |
| XXV - Sicilia 2            | Casa delle Libertà     | Giovanni Mauro                 |
| XXV - Sicilia 2            | Casa delle Libertà     | Saverio La Grua                |
| XXVI - Sardegna            | Casa delle Libertà     | Carmelo Porcu                  |
| XXVI - Sardegna            | L'Ulivo                | Francesco Carboni              |
| XXVI - Sardegna            | Casa delle Libertà     | Giampaolo Nuvoli               |
| XXVI - Sardegna            | Casa delle Libertà     | Paolo Cuccu                    |
| XXVI - Sardegna            | L'Ulivo                | Antonello Soro                 |
| XXVI - Sardegna            | L'Ulivo                | Antonio Loddo                  |
| XXVI - Sardegna            | L'Ulivo                | Salvatore Ladu                 |
| XXVI - Sardegna            | Casa delle Libertà     | Giovanni Marras                |
| XXVI - Sardegna            | L'Ulivo                | Pietro Maurandi                |
| XXVI - Sardegna            | Casa delle Libertà     | Antonio Mereu                  |
| XXVI - Sardegna            | Casa delle Libertà     | Michele Cossa                  |
| XXVI - Sardegna            | Casa delle Libertà     | Gian Franco Anedda             |
| XXVI - Sardegna            | Casa delle Libertà     | Francesco Onnis                |
| XXVI - Sardegna            | Casa delle Libertà     | Salvatore Cicu                 |
| XXVII - Valle d'Aosta      | Vallée d'Aoste         | Ivo Collé                      |

## Proporzionale
| Circoscrizione             | Partito                 | Eletto                       |
| -------------------------- | ----------------------- | ---------------------------- |
| I - Piemonte 1             | Forza Italia            | Roberto Rosso                |
| I - Piemonte 1             | Forza Italia            | non assegnato                |
| I - Piemonte 1             | Forza Italia            | non assegnato                |
| I - Piemonte 1             | La Margherita           | Enrico Letta                 |
| I - Piemonte 1             | Alleanza Nazionale      | Agostino Ghiglia             |
| I - Piemonte 1             | Rifondazione Comunista  | Fausto Bertinotti            |
| II - Piemonte 2            | Democratici di Sinistra | Silvana Dameri               |
| II - Piemonte 2            | La Margherita           | Paolo Gentiloni              |
| II - Piemonte 2            | Forza Italia            | Marcello Pacini              |
| II - Piemonte 2            | Forza Italia            | Patrizia Paoletti Tangheroni |
| II - Piemonte 2            | Forza Italia            | non assegnato                |
| II - Piemonte 2            | Alleanza Nazionale      | Maurizio Leo                 |
| III - Lombardia 1          | Democratici di Sinistra | Barbara Pollastrini          |
| III - Lombardia 1          | Democratici di Sinistra | Erminio Quartiani            |
| III - Lombardia 1          | La Margherita           | Ercolino Duilio              |
| III - Lombardia 1          | La Margherita           | Santino Loddo                |
| III - Lombardia 1          | Rifondazione Comunista  | Giuliano Pisapia             |
| III - Lombardia 1          | Forza Italia            | Sandro Bondi                 |
| III - Lombardia 1          | Forza Italia            | Ivano Leccisi                |
| III - Lombardia 1          | Forza Italia            | Giorgio Lainati              |
| III - Lombardia 1          | Forza Italia            | non assegnato                |
| III - Lombardia 1          | Alleanza Nazionale      | Andrea Ronchi                |
| IV - Lombardia 2           | Democratici di Sinistra | Francesco Tolotti            |
| IV - Lombardia 2           | La Margherita           | Antonio Rusconi              |
| IV - Lombardia 2           | La Margherita           | Giuliana Reduzzi             |
| IV - Lombardia 2           | La Margherita           | Emilio Del Bono              |
| IV - Lombardia 2           | Rifondazione Comunista  | Alfonso Gianni               |
| IV - Lombardia 2           | Forza Italia            | Alberto Michelini            |
| IV - Lombardia 2           | Forza Italia            | Massimo Berruti              |
| IV - Lombardia 2           | Forza Italia            | Simonetta Licastro Scardino  |
| IV - Lombardia 2           | Forza Italia            | non assegnato                |
| IV - Lombardia 2           | Alleanza Nazionale      | Alberto Arrighi              |
| V - Lombardia 3            | Democratici di Sinistra | Piera Capitelli              |
| V - Lombardia 3            | Forza Italia            | Alfredo Biondi               |
| V - Lombardia 3            | Forza Italia            | Maria Gabriella Pinto        |
| V - Lombardia 3            | Alleanza Nazionale      | Daniela Santanchè            |
| VI - Trentino-Alto Adige   | La Margherita           | Sergio Mattarella            |
| VI - Trentino-Alto Adige   | Forza Italia            | Paolo Scarpa Bonazza Buora   |
| VII - Veneto 1             | Democratici di Sinistra | Osvalda Trupia               |
| VII - Veneto 1             | La Margherita           | Andrea Colasio               |
| VII - Veneto 1             | La Margherita           | Gabriele Frigato             |
| VII - Veneto 1             | Rifondazione Comunista  | Tiziana Valpiana             |
| VII - Veneto 1             | Forza Italia            | Giulio Tremonti              |
| VII - Veneto 1             | Forza Italia            | Massimo Ferro                |
| VII - Veneto 1             | Forza Italia            | Vittorio Sgarbi              |
| VII - Veneto 1             | Alleanza Nazionale      | Adolfo Urso                  |
| VIII - Veneto 2            | Democratici di Sinistra | Andrea Martella              |
| VIII - Veneto 2            | La Margherita           | Maurizio Fistarol            |
| VIII - Veneto 2            | Forza Italia            | Franco Frattini              |
| VIII - Veneto 2            | Forza Italia            | non assegnato                |
| VIII - Veneto 2            | Alleanza Nazionale      | Antonio Serena               |
| IX - Friuli-Venezia Giulia | La Margherita           | Roberto Damiani              |
| IX - Friuli-Venezia Giulia | Forza Italia            | Ettore Romoli                |
| IX - Friuli-Venezia Giulia | Alleanza Nazionale      | Daniele Franz                |
| X - Liguria                | Democratici di Sinistra | Claudio Burlando             |
| X - Liguria                | Democratici di Sinistra | Grazia Labate                |
| X - Liguria                | La Margherita           | Egidio Banti                 |
| X - Liguria                | Rifondazione Comunista  | Graziella Mascia             |
| X - Liguria                | Forza Italia            | Eolo Parodi                  |
| X - Liguria                | Forza Italia            | non assegnato                |
| XI - Emilia-Romagna        | Democratici di Sinistra | Mauro Zani                   |
| XI - Emilia-Romagna        | Democratici di Sinistra | Elena Montecchi              |
| XI - Emilia-Romagna        | Democratici di Sinistra | Franco Grillini              |
| XI - Emilia-Romagna        | Democratici di Sinistra | Katia Zanotti                |
| XI - Emilia-Romagna        | La Margherita           | Carla Mazzuca                |
| XI - Emilia-Romagna        | Rifondazione Comunista  | Franco Giordano              |
| XI - Emilia-Romagna        | Forza Italia            | Giorgio La Malfa             |
| XI - Emilia-Romagna        | Forza Italia            | Isabella Bertolini           |
| XI - Emilia-Romagna        | Forza Italia            | Fabio Garagnani              |
| XI - Emilia-Romagna        | Alleanza Nazionale      | Filippo Berselli             |
| XI - Emilia-Romagna        | Alleanza Nazionale      | Enzo Raisi                   |
| XII - Toscana              | Democratici di Sinistra | Marida Bolognesi             |
| XII - Toscana              | Democratici di Sinistra | Gonario Nieddu               |
| XII - Toscana              | Democratici di Sinistra | Beatrice Magnolfi            |
| XII - Toscana              | La Margherita           | Pierluigi Mantini            |
| XII - Toscana              | Rifondazione Comunista  | Ramon Mantovani              |
| XII - Toscana              | Forza Italia            | Paolo Bonaiuti               |
| XII - Toscana              | Forza Italia            | Denis Verdini                |
| XII - Toscana              | Forza Italia            | Monica Stefania Baldi        |
| XII - Toscana              | Alleanza Nazionale      | Riccardo Migliori            |
| XII - Toscana              | Alleanza Nazionale      | Luigi Martini                |
| XIII - Umbria              | Forza Italia            | Elio Vito                    |
| XIII - Umbria              | Alleanza Nazionale      | Domenico Benedetti Valentini |
| XIV - Marche               | Democratici di Sinistra | Marisa Abbondanzieri         |
| XIV - Marche               | La Margherita           | Roberto Giachetti            |
| XIV - Marche               | Forza Italia            | Maurizio Bertucci            |
| XIV - Marche               | Alleanza Nazionale      | Giulio Conti                 |
| XV - Lazio 1               | Democratici di Sinistra | Goffredo Bettini             |
| XV - Lazio 1               | Democratici di Sinistra | Silvana Pisa                 |
| XV - Lazio 1               | Democratici di Sinistra | Margherita Coluccini         |
| XV - Lazio 1               | La Margherita           | Rino Piscitello              |
| XV - Lazio 1               | La Margherita           | Stefano Cusumano             |
| XV - Lazio 1               | Rifondazione Comunista  | Elettra Deiana               |
| XV - Lazio 1               | Forza Italia            | Mario Pescante               |
| XV - Lazio 1               | Forza Italia            | non assegnato                |
| XV - Lazio 1               | Alleanza Nazionale      | Giulio Maceratini            |
| XV - Lazio 1               | Alleanza Nazionale      | Donato Lamorte               |
| XVI - Lazio 2              | Democratici di Sinistra | Sesa Amici                   |
| XVI - Lazio 2              | Forza Italia            | Domenico Di Virgilio         |
| XVI - Lazio 2              | Forza Italia            | Luigi Muratori               |
| XVI - Lazio 2              | Alleanza Nazionale      | Antonio Mazzocchi            |
| XVII - Abruzzo             | Democratici di Sinistra | Giovanni Lolli               |
| XVII - Abruzzo             | Forza Italia            | non assegnato                |
| XVII - Abruzzo             | Alleanza Nazionale      | non assegnato                |
| XVIII - Molise             | Forza Italia            | Michele Iorio                |
| XIX - Campania 1           | Democratici di Sinistra | Umberto Ranieri              |
| XIX - Campania 1           | Democratici di Sinistra | Franca Chiaromonte           |
| XIX - Campania 1           | La Margherita           | Enzo Carra                   |
| XIX - Campania 1           | Rifondazione Comunista  | Giovanni Russo Spena         |
| XIX - Campania 1           | Forza Italia            | Antonio Martusciello         |
| XIX - Campania 1           | Forza Italia            | Claudio Azzolini             |
| XIX - Campania 1           | Forza Italia            | Aldo Perrotta                |
| XIX - Campania 1           | Forza Italia            | non assegnato                |
| XIX - Campania 1           | Alleanza Nazionale      | Italo Bocchino               |
| XX - Campania 2            | Democratici di Sinistra | Lorenzo Diana                |
| XX - Campania 2            | La Margherita           | Clemente Mastella            |
| XX - Campania 2            | Rifondazione Comunista  | Titti De Simone              |
| XX - Campania 2            | Forza Italia            | Antonio Marzano              |
| XX - Campania 2            | Forza Italia            | Nicola Cosentino             |
| XX - Campania 2            | Forza Italia            | non assegnato                |
| XX - Campania 2            | Alleanza Nazionale      | Vincenzo Nespoli             |
| XXI - Puglia               | Democratici di Sinistra | Giuseppe Caldarola           |
| XXI - Puglia               | Democratici di Sinistra | Alba Sasso                   |
| XXI - Puglia               | La Margherita           | Nicola Fusillo               |
| XXI - Puglia               | La Margherita           | Italo Tanoni                 |
| XXI - Puglia               | Rifondazione Comunista  | Nicola Vendola               |
| XXI - Puglia               | Forza Italia            | Guido Viceconte              |
| XXI - Puglia               | Forza Italia            | Angelo Sanza                 |
| XXI - Puglia               | Forza Italia            | Gianstefano Frigerio         |
| XXI - Puglia               | Forza Italia            | Antonio Leone                |
| XXI - Puglia               | Alleanza Nazionale      | Gennaro Malgieri             |
| XXI - Puglia               | Alleanza Nazionale      | Ernesto Maggi                |
| XXII - Basilicata          | La Margherita           | Antonio Boccia               |
| XXII - Basilicata          | Forza Italia            | Gianfranco Blasi             |
| XXIII - Calabria           | Democratici di Sinistra | Marco Minniti                |
| XXIII - Calabria           | Democratici di Sinistra | Giacomo Mancini              |
| XXIII - Calabria           | La Margherita           | Pino Pisicchio               |
| XXIII - Calabria           | Forza Italia            | Battista Caligiuri           |
| XXIII - Calabria           | Forza Italia            | non assegnato                |
| XXIII - Calabria           | Alleanza Nazionale      | Maurizio Gasparri            |
| XXIV - Sicilia 1           | Democratici di Sinistra | Giuseppe Lumia               |
| XXIV - Sicilia 1           | La Margherita           | Salvatore Cardinale          |
| XXIV - Sicilia 1           | Forza Italia            | Gianfranco Micciché          |
| XXIV - Sicilia 1           | Forza Italia            | Angelino Alfano              |
| XXIV - Sicilia 1           | Forza Italia            | Giacomo Baiamonte            |
| XXIV - Sicilia 1           | Alleanza Nazionale      | Guido Lo Porto               |
| XXV - Sicilia 2            | Democratici di Sinistra | Anna Finocchiaro             |
| XXV - Sicilia 2            | La Margherita           | Enzo Bianco                  |
| XXV - Sicilia 2            | La Margherita           | Giovanni Burtone             |
| XXV - Sicilia 2            | Forza Italia            | Antonio Martino              |
| XXV - Sicilia 2            | Forza Italia            | Antonino Gazzara             |
| XXV - Sicilia 2            | Forza Italia            | non assegnato                |
| XXV - Sicilia 2            | Alleanza Nazionale      | Carmelo Briguglio            |
| XXVI - Sardegna            | Democratici di Sinistra | Antonello Cabras             |
| XXVI - Sardegna            | La Margherita           | Giuseppe Fioroni             |
| XXVI - Sardegna            | Forza Italia            | Beppe Pisanu                 |
| XXVI - Sardegna            | Forza Italia            | Piergiorgio Massidda         |